# Gobierno y política de Sri Lanka
Sri Lanka es un estado soberano organizado en forma de república semipresidencialista desde 1972.

## Ejecutivo
El presidente de la  República es elegido directamente en votación popular por un mandato de 5 años (reelegible una vez), y ocupa una función de jefe de Estado, jefe de Gobierno (conjuntamente con el primer ministro) y comandante en jefe de las fuerzas armadas.
Responsable ante el Parlamento del ejercicio de sus deberes constitucionales y de las leyes, el  presidente puede ser removido del gabinete por dos tercios del Legislativo y por decisión favorable de la Corte Suprema.[cita requerida]
Tiene la facultad de escoger un diputado para que sea primer ministro siendo responsable del liderazgo del partido político mayoritario en el Parlamento y debe conducir la relación de los ministros ante el Parlamento.[cita requerida]

## Legislativo
El poder legislativo está en manos del Parlamento de Sri Lanka que es un órgano unicameral, compuesto por 225 miembros elegidos por representación proporcional en períodos de 5 años.[cita requerida]
El presidente puede convocar al Parlamento sesiones extraordinarias, para definir la disolución del mismo[cita requerida]; esto ocurrió 7 de febrero de 2004 cuando la presidenta Chandrika Kumaratunga disolvió el Parlamento con el fin de realizar unas nuevas elecciones parlamentarias llevadas a cabo el 7 de abril de 2004.[cita requerida]